# František Dvorník

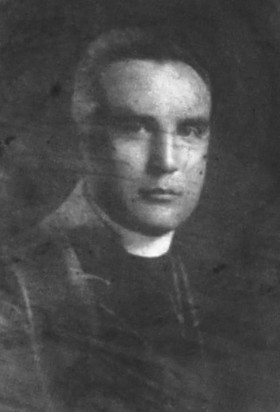
František Dvorník ok. 1928 roku

František Dvorník (ur. 14 sierpnia 1893, zm. 4 listopada 1975) – czeski historyk, bizantynolog, ksiądz katolicki. 

## Życiorys
Był jednym z czołowych dwudziestowiecznych znawców historii Bizancjum i Słowian oraz stosunków pomiędzy Kościołami Rzymu i Konstantynopola. Wykładał na Uniwersytecie Karola w Pradze, College de France i Harvard University. W 1956 roku Harvard University Press opublikował księgę pamiątkową z okazji jego 60. urodzin.
W 1992 roku został pośmiertnie odznaczony Orderem Tomáša Garrigue Masaryka III klasy.

## Wybrane publikacje
- Les Slaves, Byzance et Rome au IXe siècle, Paris 1926.
- La Vie de saint Grégoire le Décapolite et les Slaves macédoniens au IXe siècle, Paris 1926.
- Les Légendes de Constantin et de Méthode: vues de Byzance. Recueil pour l'étude des relations byzantino-slaves, Prague 1933.
- The First Wave of the Drang Nach Osten, Cambridge 1943.
- The Photian Schism: History and Legend, Cambridge 1948.
- The Idea of Apostolicity in Byzantium and the Legend of the Apostle Andrew, Cambridge, Mass. 1958.
- The Making of Central and Eastern Europe, London 1949.
- The Slavs: Their Early History and Civilization, Boston 1956.
- The Slavs in European History and Civilization, New Brunswick 1962.
- Early Christian and Byzantine Political Philosophy, Washington 1966.
- Byzantine Missions among the Slavs. Rutgers Byzantine Series, New Brunswick 1970.
- Photian and Byzantine Ecclesiastical Studies, London 1974.
- Origins of Intelligence Services: The Ancient Near East, Persia, Greece, Rome, Byzantium, the Arab Muslim Empires, the Mongol Empire, China, Muscovy, New Brunswick, N.J.: Rutgers University Press 1974.

## Publikacje w języku polskim
- Żywot świętego Wacława. Na pamiątkę tysiąclecia jego śmierci męczeńskiej, Praga: Wydział Uroczystości Jubileuszowych Świętego 1929.
- Bizancjum a prymat Rzymu, przeł. Maria Radożycka, Warszawa: "Pax" 1985.